# Eredivisie 2009–10
Giải bóng đá vô địch quốc gia Hà Lan 2009–10 là mùa giải thứ 54 của Giải bóng đá vô địch quốc gia Hà Lan kể từ khi thành lập năm 1955. AZ là đương kim vô địch. Có tổng cộng 18 đội tham gia giải đấu, gồm 16 đội tham gia mùa giải trước và hai đội lên hạng từ Giải bóng đá hạng nhất quốc gia Hà Lan. Các đội bóng thăng hạng từ Giải bóng đá hạng nhất quốc gia Hà Lan cuối mùa giải trước là đội vô địch VVV Venlo, và đôi thắng Play-off thăng hạng/xuống hạng RKC Waalwijk.
Mùa giải khởi tranh vào ngày 31 tháng 7 năm 2009 và kết thúc vào 2 tháng 5 năm 2010. FC Twente giành chức vô địch đầu tiên tại Giải bóng đá vô địch quốc gia Hà Lan.

## Tổng quan

### Đội bóng và sân vận động
| Câu lạc bộ       | Địa điểm   | Sân vận động                  | Sức chứa |
| ---------------- | ---------- | ----------------------------- | -------- |
| ADO Den Haag     | The Hague  | Sân vận động Den Haag         | 15.000   |
| Ajax             | Amsterdam  | Amsterdam ArenA               | 51.715   |
| AZ               | Alkmaar    | Sân vận động AZ               | 17.023   |
| Feyenoord        | Rotterdam  | Sân vận động Feijenoord       | 51.177   |
| Groningen        | Groningen  | Euroborg                      | 22.329   |
| Heerenveen       | Heerenveen | Sân vận động Abe Lenstra      | 26.000   |
| Heracles Almelo  | Almelo     | Sân vận động Polman           | 8.500    |
| NAC Breda        | Breda      | Sân vận động Rat Verlegh      | 19.000   |
| NEC              | Nijmegen   | Sân vận động Goffert          | 12.470   |
| PSV              | Eindhoven  | Sân vận động Philips          | 35.119   |
| RKC              | Waalwijk   | Sân vận động Mandemakers      | 7.500    |
| Roda JC          | Kerkrade   | Sân vận động Parkstad Limburg | 19.979   |
| Sparta Rotterdam | Rotterdam  | Het Kasteel                   | 11.026   |
| Twente           | Enschede   | De Grolsch Veste              | 24.000   |
| Utrecht          | Utrecht    | Sân vận động Galgenwaard      | 24.426   |
| Vitesse Arnhem   | Arnhem     | Gelredome                     | 25.000   |
| VVV-Venlo        | Venlo      | De Koel                       | 7.500    |
| Willem II        | Tilburg    | Sân vận động Koning Willem II | 14.637   |

### Nhân sự và tài trợ
| Câu lạc bộ       | Huấn luyện viên    | Nhà sản xuất trang phục | Nhà tài trợ áo đấu  |
| ---------------- | ------------------ | ----------------------- | ------------------- |
| ADO Den Haag     | Raymond Atteveld   | Hummel                  | Fit For Free        |
| Ajax             | Martin Jol         | Adidas                  | Aegon               |
| AZ               | Dick Advocaat      | Quick                   | BUKO                |
| Feyenoord        | Mario Been         | Puma                    | ASR Verzekeringen   |
| Groningen        | Ron Jans           | Klupp                   | Noord Lease         |
| Heerenveen       | Jan Everse         | Jako                    | Univé               |
| Heracles Almelo  | Gertjan Verbeek    | Jako                    | Ten Cate            |
| NAC Breda        | Robert Maaskant    | Klupp                   | Sunweb Vakanties    |
| NEC              | Wiljan Vloet       | Nike                    | Curaçao             |
| PSV              | Fred Rutten        | Nike                    | Philips             |
| RKC              | Ruud Brood         | Nike                    | Mandemakers Keukens |
| Roda JC          | Harm Van Veldhoven | Diadora                 | Aevitae             |
| Sparta Rotterdam | Frans Adelaar      | Patrick                 | Graydon             |
| Twente           | Steve McClaren     | Diadora                 | Arke                |
| Utrecht          | Ton du Chatinier   | Kappa                   | Phanos              |
| Vitesse Arnhem   | Theo Bos           | Klupp                   | AfAB                |
| VVV-Venlo        | Jan van Dijk       | Erima                   | Seacon Logistics    |
| Willem II        | Arno Pijpers       | Masita                  | Destil              |

### Thay đổi huấn luyện viên
| Đội bóng         | Huấn luyện viên đến | Hình thức đi              | Ngày trống ghế       | Thay bởi         | Ngày bổ nhiệm        |
| ---------------- | ------------------- | ------------------------- | -------------------- | ---------------- | -------------------- |
| Ajax             | Marco van Basten    | Từ chức                   | Pre-Season           | Martin Jol       | 25 tháng 5 năm 2009  |
| AZ               | Louis van Gaal      | Transfer to Bayern Munich | Pre-Season           | Ronald Koeman    | 17 tháng 5 năm 2009  |
| AZ               | Ronald Koeman       | Sa thải                   | 5 tháng 12 năm 2009  | Dick Advocaat    | 8 tháng 12 năm 2009  |
| Heerenveen       | Trond Sollied       | Sa thải                   | 1 tháng 9 năm 2009   | Jan de Jonge     | 2 tháng 9 năm 2009   |
| Heerenveen       | Jan de Jonge        | Từ chức                   |                      | Jan Everse       |                      |
| Heracles Almelo  | Gert Heerkes        | Left                      | Pre-Season           | Gertjan Verbeek  | 8 tháng 6 năm 2009   |
| NEC              | Mario Been          | Transfer to Feyenoord     | Pre-Season           | Dwight Lodeweges | 9 tháng 4 năm 2009   |
| NEC              | Dwight Lodeweges    | Từ chức                   | 27 tháng 10 năm 2009 | Wiljan Vloet     | 14 tháng 11 năm 2009 |
| PSV              | Dwight Lodeweges    | Transfer to NEC           | Pre-Season           | Fred Rutten      | 17 tháng 4 năm 2009  |
| Sparta Rotterdam | Foeke Booy          | Transfer to Utrecht       | Pre-Season           | Frans Adelaar    | 15 tháng 5 năm 2009  |
| Sparta Rotterdam | Frans Adelaar       | Sa thải                   |                      | Aad de Mos       |                      |
| ADO Den Haag     | Raymond Atteveld    | Sa thải                   |                      | Maurice Steijn   | 30 tháng 3 năm 2010  |
| Willem II        | Alfons Groenendijk  | Sa thải                   |                      | Arno Pijpers     | 27 tháng 2 năm 2010  |
| Willem II        | Arno Pijpers        | Từ chức                   |                      | Theo de Jong     |                      |

## Bảng xếp hạng
| XH | Đội                  | Tr | T  | H  | T  | BT  | BB | HS  | Đ  | Lên hay xuống hạng                                   |
| -- | -------------------- | -- | -- | -- | -- | --- | -- | --- | -- | ---------------------------------------------------- |
| 1  | Twente (C)           | 34 | 27 | 5  | 2  | 63  | 23 | +40 | 86 | Vòng bảng UEFA Champions League 2010–11              |
| 2  | Ajax                 | 34 | 27 | 4  | 3  | 106 | 20 | +86 | 85 | Vòng loại thứ ba UEFA Champions League 2010–11       |
| 3  | PSV                  | 34 | 23 | 9  | 2  | 72  | 29 | +43 | 78 | Vòng play-off UEFA Europa League 2010–11             |
| 4  | Feyenoord            | 34 | 17 | 12 | 5  | 54  | 31 | +23 | 63 | Vòng play-off UEFA Europa League 2010–11             |
| 5  | AZ                   | 34 | 19 | 5  | 10 | 64  | 34 | +30 | 62 | Vòng loại thứ ba UEFA Europa League 2010–11          |
| 6  | Heracles             | 34 | 17 | 5  | 12 | 54  | 49 | +5  | 56 | Đủ điều kiện tham dựPlay-off Giải đấu châu Âu        |
| 7  | Utrecht (O)          | 34 | 14 | 11 | 9  | 39  | 33 | +6  | 53 | Đủ điều kiện tham dựPlay-off Giải đấu châu Âu        |
| 8  | Groningen            | 34 | 14 | 7  | 13 | 48  | 47 | +1  | 49 | Đủ điều kiện tham dựPlay-off Giải đấu châu Âu        |
| 9  | Roda JC              | 34 | 14 | 5  | 15 | 56  | 60 | −4  | 47 | Đủ điều kiện tham dựPlay-off Giải đấu châu Âu        |
| 10 | NAC Breda            | 34 | 12 | 10 | 12 | 42  | 49 | −7  | 46 |                                                      |
| 11 | Heerenveen           | 34 | 11 | 4  | 19 | 44  | 64 | −20 | 37 |                                                      |
| 12 | VVV-Venlo            | 34 | 8  | 11 | 15 | 43  | 57 | −14 | 35 |                                                      |
| 13 | NEC                  | 34 | 8  | 9  | 17 | 35  | 59 | −24 | 33 |                                                      |
| 14 | Vitesse Arnhem       | 34 | 8  | 8  | 18 | 38  | 62 | −24 | 32 |                                                      |
| 15 | ADO Den Haag         | 34 | 7  | 9  | 18 | 38  | 59 | −21 | 30 |                                                      |
| 16 | Sparta Rotterdam (R) | 34 | 6  | 8  | 20 | 30  | 66 | −36 | 26 | Đủ điều kiện tham dựPlay-off xuống hạng              |
| 17 | Willem II (O)        | 34 | 7  | 2  | 25 | 36  | 70 | −34 | 23 | Đủ điều kiện tham dựPlay-off xuống hạng              |
| 18 | RKC Waalwijk (R)     | 34 | 5  | 0  | 29 | 30  | 80 | −50 | 15 | Xuống chơi tạiGiải bóng đá hạng nhất quốc gia Hà Lan |

Nguồn: eredivsie.nl (tiếng Hà Lan)
Quy tắc xếp hạng: 1. Điểm; 2. Hiệu số bàn thắng; 3. Số bàn thắng.
(VĐ) = Vô địch; (XH) = Xuống hạng; (LH) = Lên hạng; (O) = Thắng trận Play-off; (A) = Lọt vào vòng sau. 
Chỉ được áp dụng khi mùa giải chưa kết thúc: 
(Q) = Lọt vào vòng đấu cụ thể của giải đấu đã nêu; (TQ) = Giành vé dự giải đấu, nhưng chưa tới vòng đấu đã nêu.

## Kết quả
| Nhà \ Khách[1]   | ADO | AJX | AZ  | FEY | GRO | HEE | HER | NAC | NEC | PSV | RKC | RJC | SPA | TWE | UTR | VIT | VVV | WIL |
| ADO Den Haag     |     | 0–1 | 2–1 | 0–2 | 1–1 | 2–1 | 1–4 | 1–2 | 2–3 | 1–5 | 4–0 | 1–2 | 2–3 | 0–1 | 0–1 | 1–1 | 0–0 | 3–0 |
| Ajax             | 3–0 |     | 1–0 | 5–1 | 3–0 | 5–1 | 4–0 | 6–0 | 3–0 | 4–1 | 4–1 | 4–0 | 0–0 | 3–0 | 4–0 | 4–0 | 7–0 | 4–0 |
| AZ               | 3–0 | 2–4 |     | 1–1 | 0–1 | 4–1 | 3–2 | 1–0 | 0–1 | 1–1 | 6–2 | 2–0 | 2–0 | 1–0 | 2–0 | 1–2 | 2–0 | 2–1 |
| Feyenoord        | 2–2 | 1–1 | 1–2 |     | 3–1 | 6–2 | 1–1 | 0–0 | 2–0 | 1–3 | 3–0 | 4–0 | 3–0 | 1–1 | 0–0 | 2–1 | 1–0 | 1–0 |
| Groningen        | 2–0 | 0–2 | 0–1 | 2–3 |     | 2–0 | 4–1 | 1–2 | 2–2 | 0–2 | 2–1 | 1–0 | 3–1 | 0–0 | 0–0 | 1–0 | 1–0 | 4–0 |
| Heerenveen       | 3–0 | 0–2 | 0–2 | 0–2 | 0–1 |     | 1–2 | 0–0 | 4–1 | 2–2 | 3–1 | 0–0 | 4–1 | 0–2 | 2–0 | 1–0 | 1–1 | 4–2 |
| Heracles         | 4–2 | 0–3 | 3–2 | 0–1 | 4–3 | 3–1 |     | 3–0 | 2–0 | 0–1 | 4–1 | 3–2 | 1–1 | 1–3 | 3–1 | 1–2 | 1–0 | 3–2 |
| NAC Breda        | 3–0 | 1–1 | 1–1 | 0–2 | 0–3 | 2–0 | 0–0 |     | 3–3 | 2–1 | 1–0 | 1–0 | 2–2 | 0–2 | 0–2 | 4–0 | 2–0 | 4–0 |
| NEC              | 1–1 | 1–4 | 0–0 | 0–0 | 0–2 | 4–1 | 0–2 | 4–2 |     | 0–4 | 0–1 | 0–2 | 1–0 | 3–4 | 1–1 | 2–1 | 1–1 | 2–1 |
| PSV              | 2–0 | 4–3 | 1–0 | 0–0 | 3–1 | 1–0 | 4–0 | 3–1 | 3–0 |     | 5–1 | 3–0 | 1–1 | 1–1 | 2–1 | 1–0 | 3–3 | 3–1 |
| RKC Waalwijk     | 0–2 | 1–5 | 0–6 | 0–1 | 3–1 | 1–2 | 0–1 | 0–1 | 0–1 | 0–2 |     | 4–1 | 4–1 | 0–1 | 0–1 | 4–1 | 1–2 | 0–1 |
| Roda JC          | 1–1 | 2–2 | 2–4 | 2–4 | 1–1 | 4–2 | 2–1 | 2–0 | 1–0 | 0–1 | 5–1 |     | 2–1 | 1–2 | 2–0 | 3–4 | 4–2 | 3–2 |
| Sparta Rotterdam | 0–0 | 0–3 | 0–1 | 2–1 | 2–4 | 0–2 | 1–1 | 2–2 | 2–0 | 2–3 | 1–0 | 1–2 |     | 0–2 | 0–3 | 1–1 | 2–0 | 2–1 |
| Twente           | 3–1 | 1–0 | 3–2 | 2–0 | 4–0 | 2–0 | 2–0 | 3–1 | 2–1 | 1–1 | 2–1 | 2–0 | 3–0 |     | 3–2 | 1–0 | 2–1 | 1–0 |
| Utrecht          | 0–2 | 2–0 | 1–0 | 0–0 | 1–1 | 2–3 | 0–0 | 3–1 | 1–0 | 0–0 | 2–0 | 2–1 | 2–0 | 0–0 |     | 2–2 | 2–2 | 1–0 |
| Vitesse Arnhem   | 1–3 | 1–5 | 0–3 | 0–0 | 3–0 | 0–1 | 0–2 | 1–1 | 2–2 | 0–0 | 3–1 | 2–5 | 2–0 | 1–2 | 2–2 |     | 2–0 | 2–1 |
| VVV-Venlo        | 2–2 | 0–4 | 3–3 | 1–1 | 2–2 | 3–1 | 1–0 | 1–1 | 2–0 | 2–4 | 3–0 | 1–1 | 5–0 | 0–2 | 0–1 | 2–0 |     | 2–1 |
| Willem II        | 1–1 | 0–2 | 0–3 | 2–3 | 2–1 | 4–1 | 0–1 | 1–2 | 1–1 | 0–1 | 2–1 | 1–3 | 3–1 | 1–3 | 0–3 | 3–1 | 2–1 |     |

Nguồn: news.bbc.co.uk
1 ^ Đội chủ nhà được liệt kê ở cột bên tay trái.
Màu sắc: Xanh = Chủ nhà thắng; Vàng = Hòa; Đỏ = Đội khách thắng.

## Cầu thủ ghi bàn
Bao gồm các trận đấu diễn ra ngày 2 tháng 5 năm 2010; Nguồn: Yahoo Sport, ESPN Soccernet Lưu trữ ngày 3 tháng 1 năm 2013 tại archive.today, Soccerway, Giải bóng đá vô địch quốc gia Hà Lan (official site) (tiếng Hà Lan)

### Cầu thủ ghi bàn nhiều nhất
| Vị thứ        | Cầu thủ            | Câu lạc bộ    | Số bàn thắng |
| ------------- | ------------------ | ------------- | ------------ |
| 1             | Luis Suárez        | Ajax          | 35           |
| 2             | Bryan Ruiz         | Twente        | 24           |
| 3             | Mads Junker        | Roda JC       | 21           |
| 4             | Mounir El Hamdaoui | AZ            | 20           |
| 5             | Marko Pantelić     | Ajax          | 16           |
| 6             | Bas Dost           | Heracles      | 14           |
| 6             | Everton            | Heracles      | 14           |
| 6             | Balázs Dzsudzsák   | PSV           | 14           |
| 9             | Tim Matavž         | Groningen     | 13           |
| 9             | Ola Toivonen       | PSV           | 13           |
| 11            | 2 cầu thủ          | 2 cầu thủ     | 12           |
| 13            | 4 cầu thủ          | 4 cầu thủ     | 11           |
| 17            | 4 cầu thủ          | 4 cầu thủ     | 10           |
| 21            | 2 cầu thủ          | 2 cầu thủ     | 9            |
| 23            | 4 cầu thủ          | 4 cầu thủ     | 8            |
| 27            | 10 cầu thủ         | 10 cầu thủ    | 7            |
| 37            | 10 cầu thủ         | 10 cầu thủ    | 6            |
| 47            | 14 cầu thủ         | 14 cầu thủ    | 5            |
| 60            | 23 cầu thủ         | 23 cầu thủ    | 4            |
| 84            | 22 cầu thủ         | 22 cầu thủ    | 3            |
| 106           | 50 cầu thủ         | 50 cầu thủ    | 2            |
| 156           | 71 cầu thủ         | 71 cầu thủ    | 1            |
| Phản lưới nhà | Phản lưới nhà      | Phản lưới nhà | 23           |
| Total:        | Total:             | Total:        | 892          |
| Games:        | Games:             | Games:        | 306          |
| Average:      | Average:           | Average:      | 2.92         |

### Các cầu thủ ghi bàn khác
12 bàn
- Jeremain Lens (AZ)
- Blaise Nkufo (Twente)

11 bàn
- Jon Dahl Tomasson (Feyenoord)
- Gerald Sibon (Heerenveen)
- Otman Bakkal (PSV)
- Danny Koevermans (PSV)

10 bàn
- Siem de Jong (Ajax)
- Erik Falkenburg (Sparta)
- Rydell Poepon (Sparta)
- Miroslav Stoch (Twente)

9 bàn
- Matthew Amoah (NAC)
- Sandro Calabro (VVV)

8 bàn
- Willie Overtoom (Heracles)
- Bjorn Vleminckx (NEC)
- Willem Janssen (Roda JC)
- Jacob Mulenga (Utrecht)

7 bàn
- Wesley Verhoek (ADO)
- Demy de Zeeuw (Ajax)
- Roy Makaay (Feyenoord)
- Michal Papadopulos (Heerenveen)
- Anthony Lurling (NAC)
- Derk Boerrigter (RKC)
- Ricky van Wolfswinkel (Utrecht)
- Santi Kolk (Vitesse Arnhem)
- Lasse Nilsson (Vitesse Arnhem)
- Frank Demouge (Willem II)

6 bàn
- Dennis Rommedahl (Ajax)
- Gregory van der Wiel (Ajax)
- Thomas Enevoldsen (Groningen)
- Andreas Granqvist (Groningen)
- Edwin de Graaf (NAC)
- Kees Kwakman (NAC)
- Charlison Benschop (RKC)
- Dries Mertens (Utrecht)
- Keisuke Honda (VVV)
- Saïd Boutahar (Willem II)

5 bàn
- Urby Emanuelson (Ajax)
- Brett Holman (AZ)
- Maarten Martens (AZ)
- Sekou Cissé (Feyenoord)
- Koen van de Laak (Groningen)
- Nicklas Pedersen (Groningen)
- Viktor Elm (Heerenveen)
- Darl Douglas (Heracles)
- Saidi Ntibazonkiza (NEC)
- Danko Lazović (PSV)
- Boldizsár Bodor (Roda JC)
- Kenneth Perez (Twente)
- Héctor Moreno (AZ)
- Christophe Grégoire (Willem II)

4 bàn
- Danny Buijs (ADO)
- Bogdan Milić (ADO)
- Karim Soltani (ADO)
- Darío Cvitanich (Ajax)
- Mousa Dembélé (AZ)
- Andwélé Slory (Feyenoord)
- Ron Vlaar (Feyenoord)
- Georginio Wijnaldum (Feyenoord)
- Roy Beerens (Heerenveen)
- Hernán Losada (Heerenveen)
- Leonardo Santiago (NAC)
- Ramon Zomer (NEC)
- Ibrahim Afellay (PSV)
- Fred Benson (RKC)
- Benjamin De Ceulaer (RKC)
- Morten Skoubo (Roda JC)
- Jacob Lensky (Utrecht)
- Claudemir (Vitesse Arnhem)
- Onur Kaya (Vitesse Arnhem)
- Adil Auassar (VVV)
- Ruud Boymans (VVV)
- Stefan Nijland (Willem II)
- Sergio Zijler (Willem II)

3 bàn
- Ricky van den Bergh (ADO)
- Ismaïl Aissati (Ajax)
- Jan Vertonghen (Ajax)
- Rasmus Elm (AZ)
- André Bahia (Feyenoord)
- Jonathan de Guzmán (Feyenoord)
- Oluwafemi Ajilore (Groningen)
- Michel Breuer (Heerenveen)
- Paulo Henrique (Heerenveen)
- Samuel Armenteros (Heracles)
- Marko Vejinović (Heracles)
- Erton Fejzullahu (NEC)
- John Goossens (NEC)
- Nordin Amrabat (PSV)
- Jonathan Reis (PSV)
- Fouad Idabdelhay (RKC)
- Anouar Hadouir (Roda JC)
- Jeanvion Yulu-Matondo (Roda JC)
- Dalibor Stevanovič (Vitesse Arnhem)
- Ahmed Ahahaoui (VVV)
- Gonzalo García (VVV)
- Ruben Schaken (VVV)

2 bàn
- Timothy Derijck (ADO)
- Csaba Horváth (ADO)
- Kees Luijckx (ADO)
- Toby Alderweireld (Ajax)
- Kennedy Bakircioglu (Ajax)
- Mitchell Donald (Ajax – 1/Willem II – 1)
- Miralem Sulejmani (Ajax)
- Graziano Pellè (AZ)
- Luigi Bruins (Feyenoord)
- Leroy Fer (Feyenoord)
- Denny Landzaat (Feyenoord)
- Leandro Bacuna (Groningen)
- Danny Holla (Groningen)
- Goran Lovre (Groningen)
- Morten Nordstrand (Groningen)
- Fredrik Stenman (Groningen)
- Birger Maertens (Heracles)
- Sebastiaan Steur (Heracles)
- Donny Gorter (NAC)
- Patrick Zwaanswijk (NAC)
- Youssef El Akchaoui (NEC)
- Bram Nuytinck (NEC)
- Patrick Pothuizen (NEC)
- Arkadiusz Radomski (NEC)
- Orlando Engelaar (PSV)
- Zakaria Labyad (PSV)
- Stanislav Manolev (PSV)
- Davy De Fauw (Roda JC)
- Marcel de Jong (Roda JC)
- Pa Modou Kah (Roda JC)
- Jan-Paul Saeijs (Roda JC)
- Edouard Duplan (Sparta)
- Joshua John (Sparta)
- Kevin Strootman (Sparta)
- Douglas (Twente)
- Luuk de Jong (Twente)
- Nicky Kuiper (Twente)
- Sander Keller (Utrecht)
- Michael Silberbauer (Utrecht)
- Jan Wuytens (Utrecht)
- Alexander Büttner (Vitesse Arnhem)
- Serginho Greene (Vitesse Arnhem)
- Sinan Kaloğlu (Vitesse Arnhem)
- Wiljan Pluim (Vitesse Arnhem)
- Paul Verhaegh (Vitesse Arnhem)
- Ken Leemans (VVV)
- Ferry de Regt (VVV)
- Bart Biemans (Willem II)
- Gerson Sheotahul (Willem II)
- Arjan Swinkels (Willem II)

1 goal
- Santy Hulst (ADO)
- Lex Immers (ADO)
- Christian Kum (ADO)
- Andres Oper (ADO)
- Charlton Vicento (ADO)
- Eyong Enoh (Ajax)
- Rasmus Lindgren (Ajax)
- Jonathas (AZ)
- Niklas Moisander (AZ)
- Sébastien Pocognoli (AZ)
- Simon Poulsen (AZ)
- David Mendes da Silva (AZ)
- Pontus Wernbloom (AZ)
- Stefan Babović (Feyenoord)
- Diego Biseswar (Feyenoord)
- Kevin Hofland (Feyenoord)
- Stefan de Vrij (Feyenoord)
- Oussama Assaidi (Heerenveen)
- Filip Đuričić (Heerenveen)
- Samir Fazli (Heerenveen)
- Christian Grindheim (Heerenveen)
- Goran Popov (Heerenveen)
- Mika Väyrynen (Heerenveen)
- Paweł Wojciechowski (Heerenveen)
- Mark-Jan Fledderus (Heracles)
- Antoine van der Linden (Heracles)
- Mark Looms (Heracles)
- Ellery Cairo (NAC)
- Kurt Elshot (NAC)
- Csaba Feher (NAC)
- Robbert Schilder (NAC)
- Ferne Snoyl (NAC)
- Lorenzo Davids (NEC)
- Bas Sibum (NEC)
- Rick ten Voorde (NEC)
- Francisco Rodríguez (PSV)
- Jagoš Vuković (PSV)
- Kemy Agustien (RKC)
- Ruud Berger (RKC)
- Dustley Mulder (RKC)
- Hans Mulder (RKC)
- Arnaud Sutchuin (Roda JC)
- Ruud Vormer (Roda JC)
- Ayodele Adeleye (Sparta)
- Darko Bodul (Sparta)
- Sander van Gessel (Sparta)
- Milano Koenders (Sparta)
- Wout Brama (Twente)
- Theo Janssen (Twente)
- Ronnie Stam (Twente)
- Dwight Tiendalli (Twente)
- Cheick Tioté (Twente)
- Peter Wisgerhof (Twente)
- Nana Asare (Utrecht)
- Tim Cornelisse (Utrecht)
- Erixon Danso (Utrecht)
- Francis Dickoh (Utrecht)
- Gregoor van Dijk (Utrecht)
- Gianluca Nijholt (Utrecht)
- Alje Schut (Utrecht)
- Kevin Vandenbergh (Utrecht)
- Nicky Hofs (Vitesse Arnhem)
- Civard Sprockel (Vitesse Arnhem)
- Kevin Van Dessel (VVV)
- Frank van Kouwen (VVV)
- Patrick Paauwe (VVV)
- Michael Timisela (VVV)
- Michael Uchebo (VVV)
- Alex Nkume (VVV)
- Jan-Arie van der Heijden (Willem II)
- Marlon Pereira (Willem II)

Phản lưới nhà
- Ghi bàn cho ADO (5):  Giovanni van Bronckhorst (Feyenoord);  Gibril Sankoh (Groningen);  Antoine van der Linden (Heracles);  Mark Looms (Heracles);  Bram Nuytinck (NEC)
- Ghi bàn cho Ajax (2):  Hans Mulder (RKC);  Paul Verhaegh (Vitesse Arnhem)
- Ghi bàn cho AZ (4):  Martin Lejsal (Heerenveen);  Pa Modou Kah (Roda JC);  Peter Wisgerhof (Twente – 2 bàn)
- Ghi bàn cho Feyenoord (3):  Pontus Wernbloom (AZ);  Toni Varela (RKC);  Patrick Paauwe (VVV)
- Ghi bàn cho NAC (1):  Niels Wellenberg (NEC)
- Ghi bàn cho NEC (1):  Christiaan Kum (ADO)
- Ghi bàn cho RKC (2):  Marko Pantelić (Ajax);  Calvin Jong-a-Pin (Vitesse Arnhem)
- Ghi bàn cho Roda JC (2):  Jurgen Colin (RKC);  Frank van der Struijk (Vitesse Arnhem)
- Ghi bàn cho Vitesse Arnhem (1):  Dustley Mulder (RKC)
- Ghi bàn cho VVV (1):  Civard Sprockel (Vitesse Arnhem)
- Ghi bàn cho Willem II (1):  Ayodele Adeleye (Sparta)

## Play-off

### Giải đấu châu Âu
Các đội bóng xếp thứ 6 đến thứ 9 tham dự một giải đấu play-off tranh một suất vào vòng loại thứ hai của UEFA Europa League 2010–11.

#### Bán kết
| Đội 1      | TTS | Đội 2           | Lượt đi | Lượt về |
| ---------- | --- | --------------- | ------- | ------- |
| Roda JC    | 3–2 | Heracles Almelo | 1–1     | 2–1     |
| FC Utrecht | 5–1 | FC Groningen    | 3–1     | 2–0     |

#### Chung kết
| Đội 1   | TTS | Đội 2      | Lượt đi | Lượt về |
| ------- | --- | ---------- | ------- | ------- |
| Roda JC | 1–6 | FC Utrecht | 0–2     | 1–4     |

### Xuống hạng
Các đội bóng xếp thứ 16 và thứ 17, cùng với các đội từ Giải bóng đá hạng nhất quốc gia Hà Lan, thi đấu play-off tranh hai suất tại Giải bóng đá vô địch quốc gia Hà Lan 2010–11.

#### Vòng 1
| Đội 1         | TTS          | Đội 2           | Lượt đi | Lượt về |
| ------------- | ------------ | --------------- | ------- | ------- |
| FC Eindhoven  | 4–2          | AGOVV Apeldoorn | 1–0     | 3–2     |
| Helmond Sport | 3–3 (p. 5–4) | FC Den Bosch    | 1–2     | 2–1     |

#### Vòng 2
| Đội 1           | TTS | Đội 2            | Lượt đi | Lượt về |
| --------------- | --- | ---------------- | ------- | ------- |
| FC Eindhoven    | 2–3 | Willem II        | 1–2     | 1–1     |
| Go Ahead Eagles | 2–1 | SC Cambuur       | 2–0     | 0–1     |
| FC Zwolle       | 3–5 | Excelsior        | 0–1     | 3–4     |
| Helmond Sport   | 2–3 | Sparta Rotterdam | 2–1     | 0–2     |

#### Vòng 3
| Đội 1           | TTS      | Đội 2            | Lượt đi | Lượt về |
| --------------- | -------- | ---------------- | ------- | ------- |
| Go Ahead Eagles | 1–3(aet) | Willem II        | 1–0     | 0–3     |
| Excelsior       | 1–1(ag)  | Sparta Rotterdam | 0–0     | 1–1     |

Willem II và Excelsior sẽ thi đấu ở Giải bóng đá vô địch quốc gia Hà Lan 2010–11.